# روبرت ليما
روبرت ليما (بالإنجليزية: Robert Lima)‏ هو مترجم أمريكي، ولد في 1935.